# Pocahontas (Neil-Young-Lied)

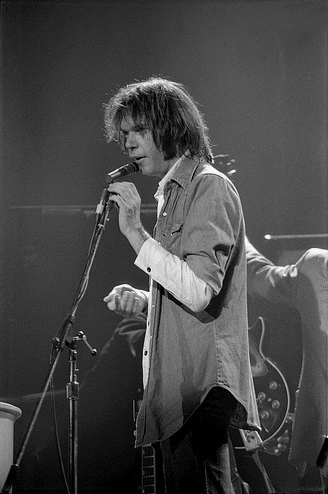
Neil Young (1976)

Pocahontas ist ein Lied von Neil Young, das 1979 auf seinem Album Rust Never Sleeps veröffentlicht wurde.

## Aufnahme
Schon Mitte der 1970er Jahre nahm Neil Young eine Version von Pocahontas auf, für sein geplantes, aber nicht veröffentlichtes Album Chrome Dreams. Eine frühe Aufnahme ist auf Youngs 2017 erschienenem Album Hitchhiker enthalten. Die gleiche Aufnahme wurde mit Overdubs auf Rust Never Sleeps veröffentlicht. Young begleitet sich auf der akustischen Gitarre.
Der Rolling Stone stellte die Ähnlichkeit der Melodie mit He's a Bad Boy von Carole Kings 1963 fest.

## Text und Musik
Matthew Greenwald von Allmusic schrieb: „Der Lauf der Zeit, Reisen und verlorene und/oder gefundene Gefährten sind die Grundlage für viele der Songs von Rust Never Sleeps, und Pocahontas kann als das Herzstück bezeichnet werden. Eine starke Folk-/Country-Melodie umgibt eine lange Reihe von Versen, die verschiedene Gefährten und Orte benennen – fiktiv und real, darunter Marlon Brando.“
Der Text von Pocahontas skizziert unter anderem ein Massaker an Indianern. Die Zeit springt zu Siedlern, die Büffel massakrieren und dann in die Gegenwart, wo der Erzähler in seinem Zimmer mit einem indianischen Teppich und einer „Pfeife zum Teilen“ sitzt. 
Die folgende Strophe bietet dann eine Rückblende, die Kritiker Paul Nelson als so verrückt und bewegend bezeichnet, dass man nicht weiß, ob man lachen oder weinen soll":

„I wish I was a trapper

I would give a thousand pelts

To sleep with Pocahontas

And find out how she felt

In the mornin' on the fields of green

In the homeland we've never seen.“

„Ich wünschte, ich wäre ein Trapper

Ich würde tausend Felle geben

Um mit Pocahontas zu schlafen

Und herauszufinden, wie sie sich fühlte

Am Morgen auf den grünen Feldern

In der Heimat, die wir nie gesehen haben.“

In der letzten Strophe springt der Text in die Neuzeit zu einem Treffen zwischen dem Erzähler, Pocahontas und Marlon Brando, der sich für die Rechte der Ureinwohner einsetzte.

## Coverversionen
Das Lied wurde von Johnny Cash, Everclear, Gillian Welch, Trampled By Turtles und anderen gecovert.